# Balbera anjouanae
Balbera anjouanae är en skalbaggsart som beskrevs av Marc Lacroix 1994. Balbera anjouanae ingår i släktet Balbera och familjen Melolonthidae. Inga underarter finns listade.